# Fabienne Bradu
Fabienne Bradu (París, 23 de septiembre de 1954) es una ensayista, traductora y narradora francesa radicada en México desde 1978.

## Reseña biográfica
Doctora en Letras Romances por la Universidad de la Sorbona (París IV), se radicó en México en 1978, país donde ha sido investigadora del Instituto de Investigaciones Filológicas de la Universidad Nacional Autónoma.
Especialista en Octavio Paz, sobre el que ha publicado escrito varios libros. Ha traducido al francés a Gonzalo Rojas y escrito un estudio de su obra. Es presidenta de la sede mexicana de la Fundación que lleva el nombre de este poeta chileno, al que conoció precisamente el día de la muerte del gran poeta mexicano Paz. En diciembre de 1999 fue a visitar a Rojas a Chillán. Se quedó en la casa del vate hasta enero y fruto de esas conversaciones, que Bradu grabó, fue el libro Otras sílabas sobre Gonzalo Rojas, publicado en 2002. Editora de la obra del chileno en la editorial Fondo de Cultura Económica —Íntegra (2012) y Todavía (2015)— en 2016 publicó una biografía de Rojas.
Es miembro del Sistema Nacional de Investigadores de México. De 1982 a 1998 fue colaboradora e integrante de la mesa de redacción de la revista Vuelta dirigida por Paz. 
Ha realizado traducciones al francés de muchos otros poetas hispanoamericanos —María Baranda, Fabio Morábito, Pablo de Rokha, Rafael Cadenas y José Luis Rivas, etc.— y de lengua francesa al español: a Annie Le Brun, André Breton, Jean Genet, Aimé Césaire...
Como narradora, ha escrito algunas novelas.

## Obras

### Ensayos
- Señas particulares: escritora, texto sobre escritoras de México: Inés Arredondo, Rosario Castellanos, Julieta Campos, Elena Garro, María Luisa Puga y Josefina Vicens; Fondo de Cultura Económica, 1987
- Ecos de Páramo, sobre la novela Pedro Páramo, de Juan Rulfo, Fondo de Cultura Económica, 1989
- Damas de corazón, sobre María Asúnsolo, Consuelo Suncín, Lupe Marín, Ninfa Santos y Machila Armida; Fondo de Cultura Económica, 1994
- André Breton en México, Editorial Vuelta, 1995 (Fondo de Cultura Económica, 2012)
- Benjamin Péret y México, Aldus, 1998 (Fondo de Cultura Económica, 2014)
- Otras sílabas sobre Gonzalo Rojas, Fondo de Cultura Económica, 2002
- Los puentes de la traducción: Octavio Paz y la poesía francesa, UNAM, 2004
- Artaud, todavía, Fondo de Cultura Económica, 2009
- Antonieta (1900-1931), sobre Antonieta Rivas Mercado, Fondo de Cultura Económica, 2010
- Los escritores salvajes, Conaculta, 2011
- Una patria sin pasaporte: Octavio Paz y Francia, con Philippe Ollé-Laprune; Fondo de Cultura Económica, 2015
- Permanencia de Octavio Paz, compilación de artículos sobre el poeta mexicano; Vaso Roto, México/Madrid, 2015
- El volcán y el sosiego, biografía de Gonzalo Rojas; Fondo de Cultura Económica, 2016

### Novelas
- El amante japonés, novela, 2002
- El esmalte del mundo, novela, Joaquín Mortiz, 2006